# هرمان کارل فوگل
هرمان کارل فوگل (انگلیسی: Hermann Carl Vogel؛ ۳ آوریل ۱۸۴۱ – ۱۳ اوت ۱۹۰۷) یک دانشمند در زمینه اخترشناسی اهل آلمان بود.
وی همچنین برنده جوایزی همچون نشان هنری دراپر شده است.